# Liste der Wappen in Lissabon
Die Liste der Wappen in Lissabon zeigt die Wappen der Freguesias der portugiesischen Hauptstadt Lissabon.

## Lissabon

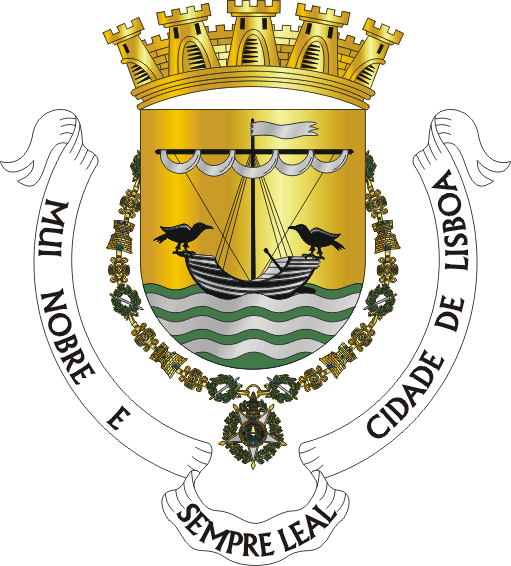
Lissabon
Lage von Lissabon in Portugal

## Wappen der Freguesias

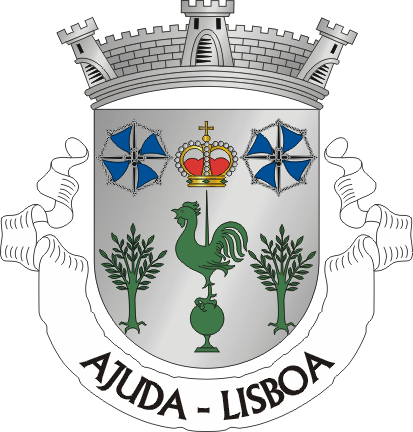
Freguesia Ajuda
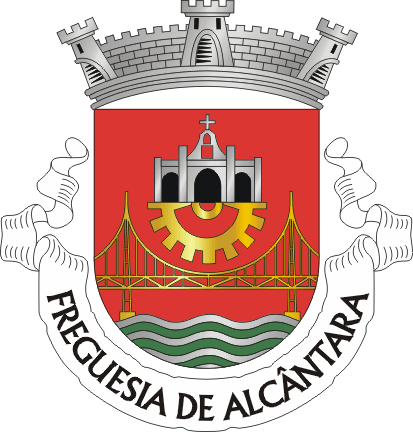
Freguesia Alcântara
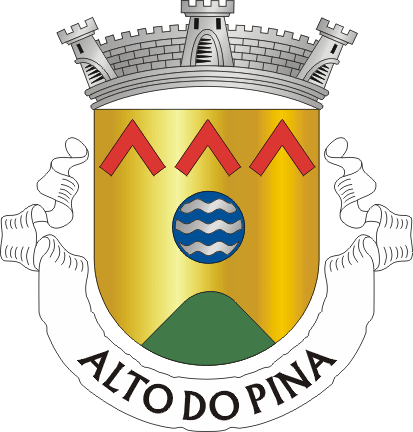
Freguesia Alto do Pina
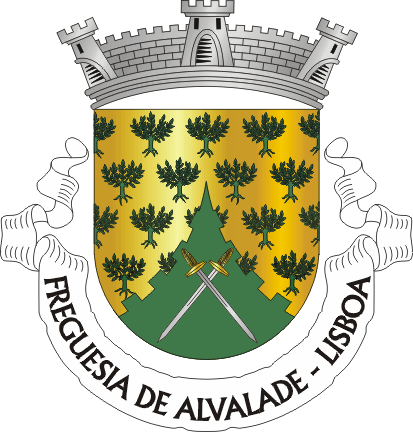
Freguesia Alvalade
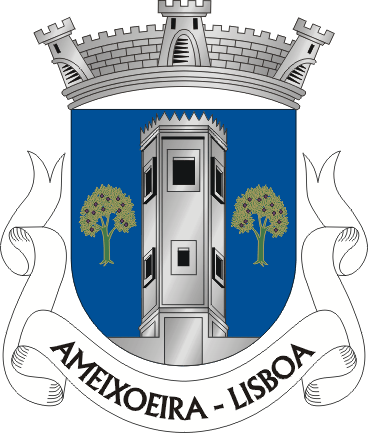
Freguesia Ameixoeira
Freguesia Anjos
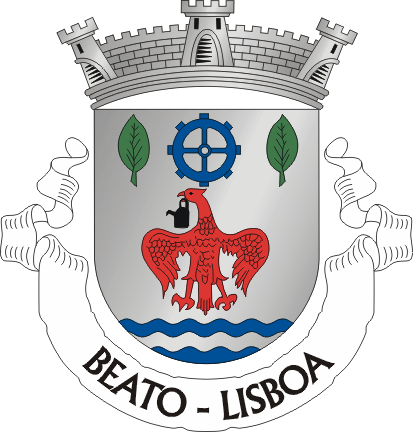
Freguesia Beato
Freguesia Benfica
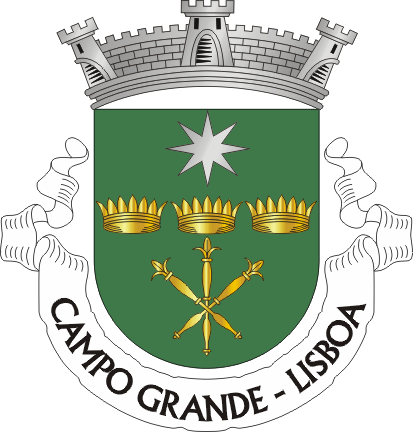
Freguesia Campo Grande
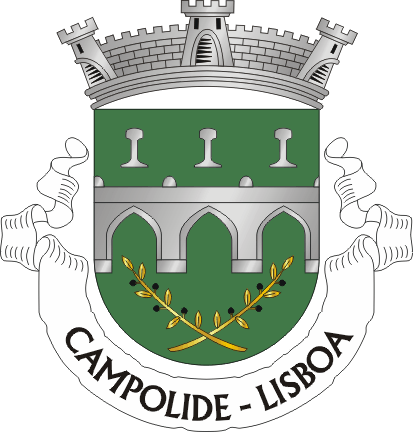
Freguesia Campolide
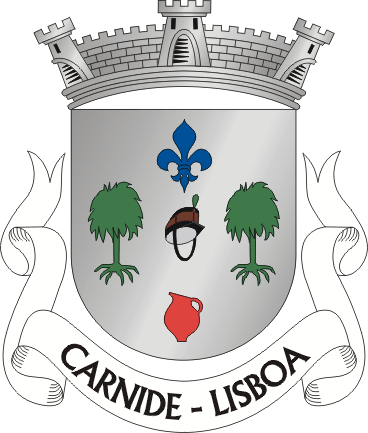
Freguesia Carnide
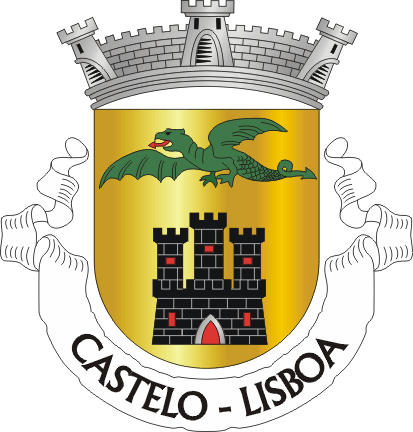
Freguesia Castelo
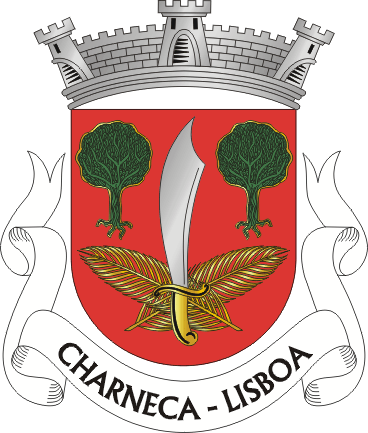
Freguesia Charneca
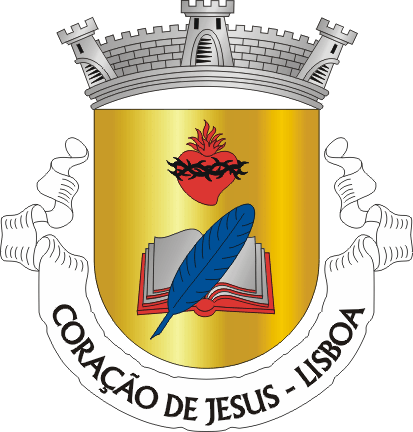
Freguesia Coração de Jesus
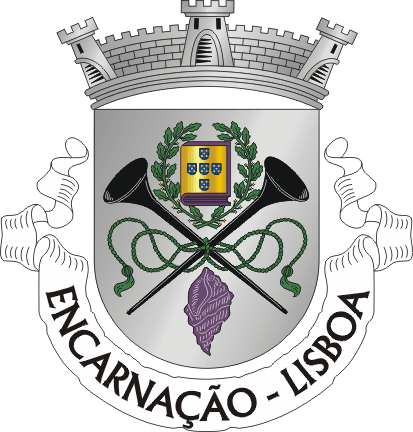
Freguesia Encarnação
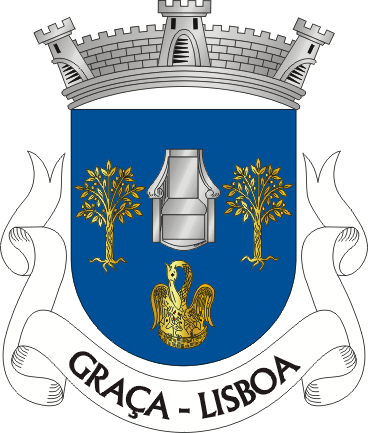
Freguesia Graça
Freguesia Lapa
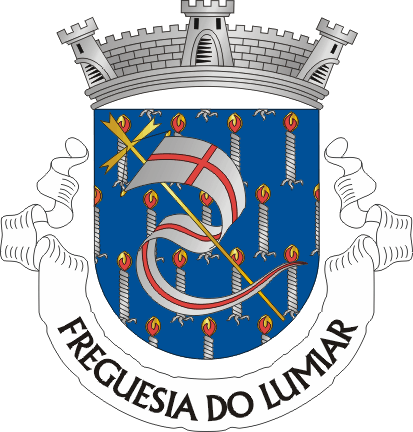
Freguesia Lumiar
Freguesia Madalena
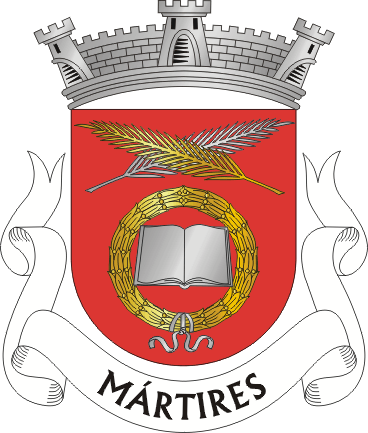
Freguesia Mártires
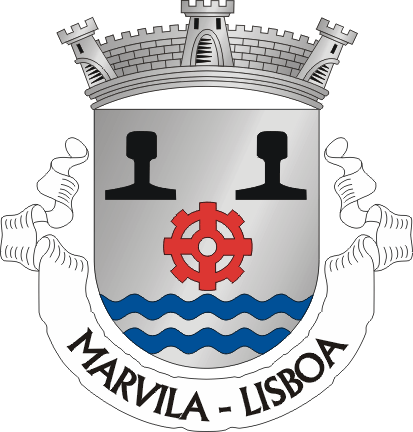
Freguesia Marvila
Freguesia Mercês
Freguesia Nossa Senhora de Fátima
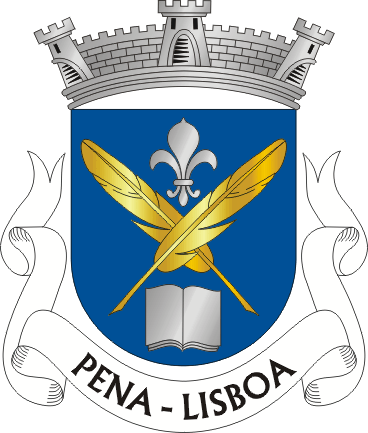
Freguesia Pena
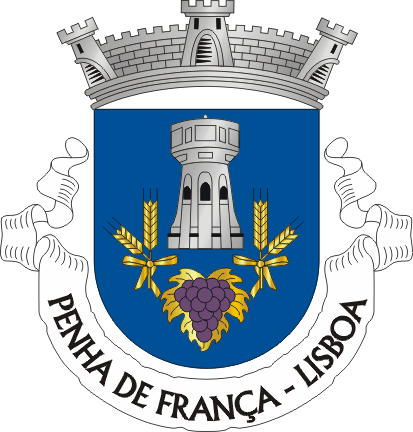
Freguesia Penha de França
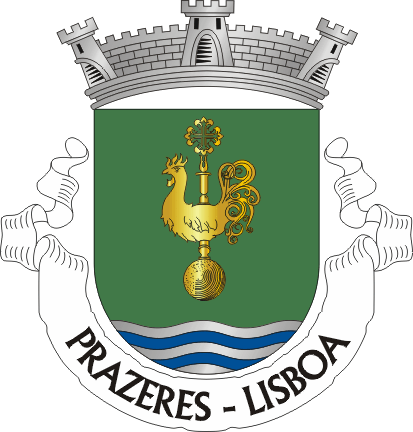
Freguesia Prazeres
Freguesia Sacramento
Freguesia Santa Catarina
Freguesia Santa Engrácia
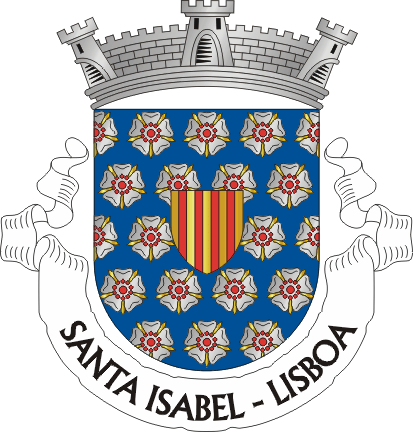
Freguesia Santa Isabel
Freguesia Santa Justa
Freguesia Santa Maria de Belém
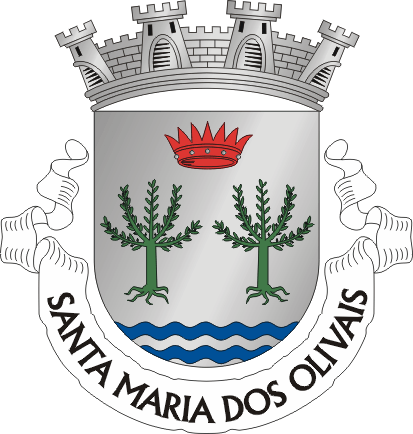
Freguesia Olivais
Freguesia Santiago
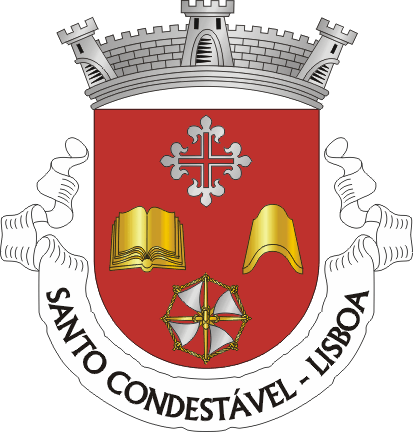
Freguesia Santo Condestável
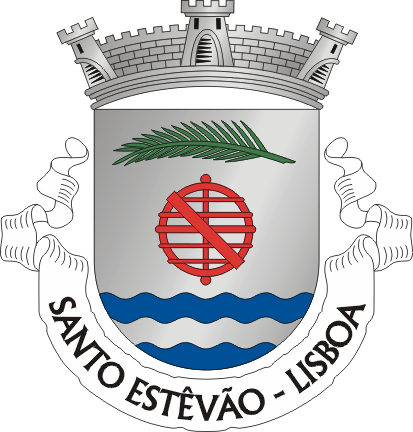
Freguesia Santo Estêvão
Freguesia Santos-o-Velho
Freguesia São Cristóvão e São Lourenço
Freguesia São Domingos de Benfica
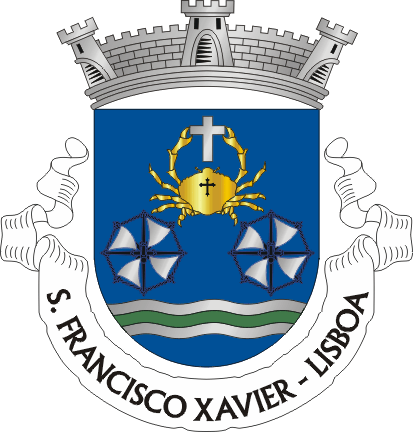
Freguesia São Francisco Xavier
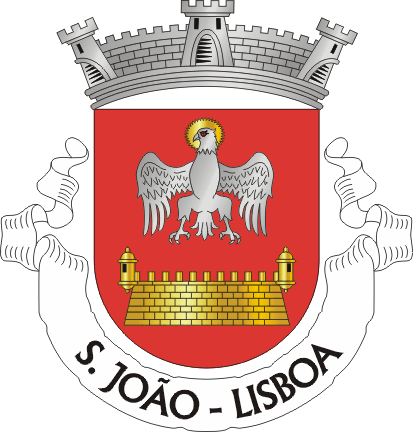
Freguesia São João
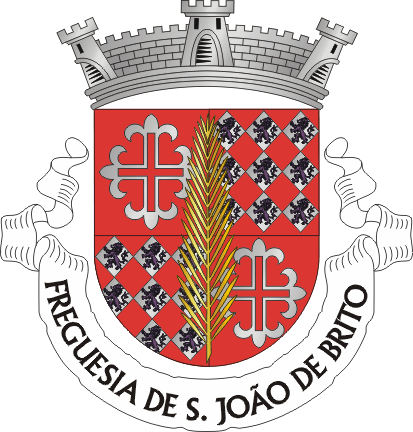
Freguesia São João de Brito
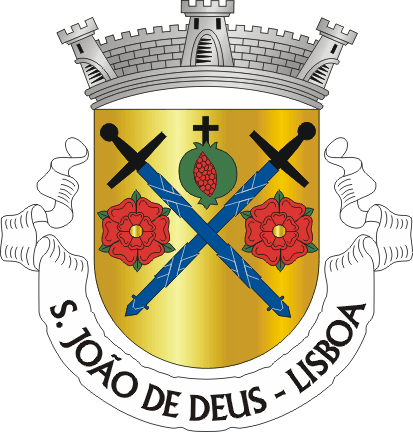
Freguesia São João de Deus
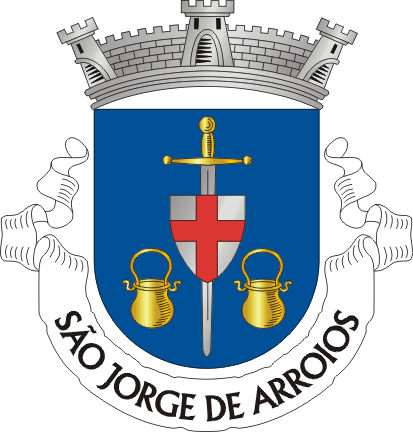
Freguesia São Jorge de Arroios
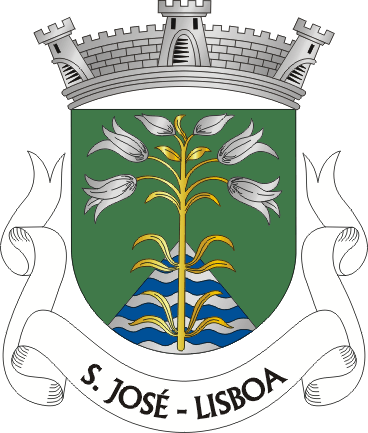
Freguesia São José
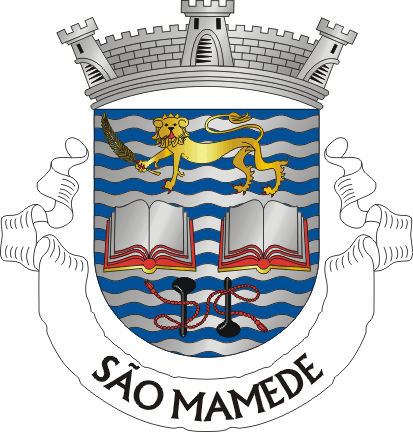
Freguesia São Mamede
Freguesia São Miguel
Freguesia São Nicolau
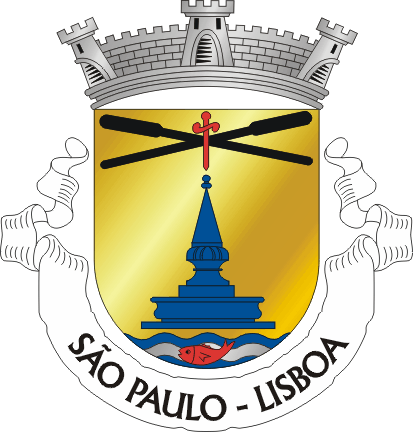
Freguesia São Paulo
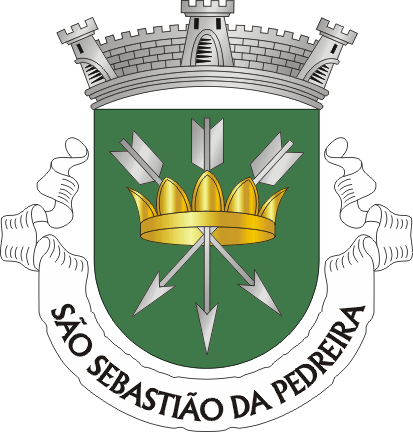
Freguesia São Sebastião da Pedreira
Freguesia São Vicente de Fora
Freguesia Sé
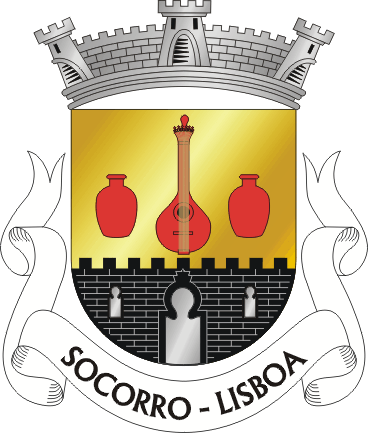
Freguesia Socorro